# Nico Santos
Nico Santos, nato Wellenbrink (Brema, 7 gennaio 1993), è un cantante e cantautore tedesco.

## Biografia
Cresciuto a Palma di Maiorca in Spagna, Santos è salito alla ribalta dopo aver partecipato al singolo Home del DJ tedesco Topic, che gli ha fruttato un disco di platino dalla Australian Recording Industry Association per le 70 000 unità vendute in territorio australiano e un altro dalla Bundesverband Musikindustrie per aver superato le 400 000 copie in patria.
Nel 2017 viene pubblicato il singolo di debutto Rooftop, certificato doppio platino (800 000 unità) dalla BVMI, platino (30 000) dalla IFPI Austria e quintuplo platino (100 000) in Svizzera.

## Discografia

### Album in studio
- 2018 – Streets of Gold
- 2020 – Nico Santos
- 2023 – Ride

### Singoli
Come Nico Santos
- 2017 – Rooftop
- 2018 – Safe
- 2018 – Oh Hello
- 2019 – Better (con Lena)
- 2019 – Play with Fire
- 2020 – Like I Love You (con Topic)
- 2020 – Nothing to Lose
- 2021 – End of Summer
- 2021 – Would I Lie to You
- 2022 – In Your Arms (for an Angel) (con Topic, Robin Schulz e Paul van Dyk)
- 2022 – Weekend Lover
- 2022 – Candela (con Álvaro Soler)
- 2022 – One Day (I'm Gonna Break Your Heart)
- 2023 – Number 1
- 2023 – Like Ice in the Sunshine
- 2023 – All You Need Is Love (con Jonas Blue e Nicky Romero)
- 2023 – Where You Are (con i Fast Boy)
- 2024 – Human Being
- 2024 – Pieces
- 2024 – Ray of Light

Come Santos
- 2020 – Fastlane (con Jamule)
- 2021 – Moonlight (con Fourty)
- 2021 – Leere Hände (con Sido e Samra)
- 2023 – Die Sonne (con Kontra K)
- 2024 – Himmel leer (con Jazeek)
- 2024 – Geschlossene Augen (con Sido)
- 2025 – Das Leben ruft (con Montez)
- 2025 – Party Girls Don't Cry (con Yakary)
- 2025 – Wer liebt dich jezt? (con Shirin David)

### Collaborazioni
- 2015 – Holding On (Mr. Da-Nos feat. Nico Santos)
- 2016 – Home (Topic feat. Nico Santos)
- 2020 – This City (Remix) (Sam Fischer feat. Nico Santos)